# Нејс
Нејс (енгл. Naas, ир. Nás na Ríogh) је значајан град у Републици Ирској, у источном делу државе. Град је у саставу округа округа Килдер и представља његово седиште и највећи град.

## Географија
Град Нејс се налази у источном делу ирског острва и Републике Ирске и припада покрајини Ленстер. Град је удаљен 30 километара југозападно од Даблина. 
Нејс је смештен у бреговитом подручју источне Ирске. Град се развио на тзв. Великом каналу, који спаја Даблин са западном обалом Ирске. Надморска висина средишњег дела града је 95 метара.
Клима: Клима у Нејсу је умерено континентална са изразитим утицајем Атлантика и Голфске струје. Стога град одликује блага и веома променљива клима.

## Историја
Подручје Нејса било насељено већ у време праисторије. У раном средњем веку ово место је било место сусрета ирских великаша и кнезова. Дато подручје је освојено од стране енглеских Нормана у крајем 12. века, али је обичај одржавања сабора и сусрета опстао још пар векова. У вези са тим на датом месту се образовало трговиште, а потом и насеље.
Током 16. и 17. века Нејс је учествовао у бурним временима око борби за власт над Енглеском. Ово је оштетило градску привреду. Међутим, прави суноврат привреде града десио се средином 19. века у време ирске глади.
Нејс је од 1921. године у саставу Републике Ирске. Опоравак града започео је тек последњих деценија, када је Нејс поново забележио нагли развој и раст. Последњих година град све више постаје предграђе Даблина.

## Становништво
Према последњим проценама из 2011. године. Нејс је имао око 20 хиљаде становника у граду и широј градској зони. Последњих година број становника у граду се повећава, а последњих деценија град је један од најбрже растућих у држави (близина Даблина).

## Привреда
Нејс је био традиционално занатско и трговачко средиште. Последњих деценија градска привреда се махом заснива на пословању, трговини, услугама и развоју хај-тек индустрије.

## Галерија
- Главна улица Нејса
- Старо пристаниште у Нејсу
- Велики канал код Нејса
- Црква св. Давида, најстарија у граду

## Партнерски градови
- Дилинген на Дунаву
- Казалатико
- Омахо